# Bara

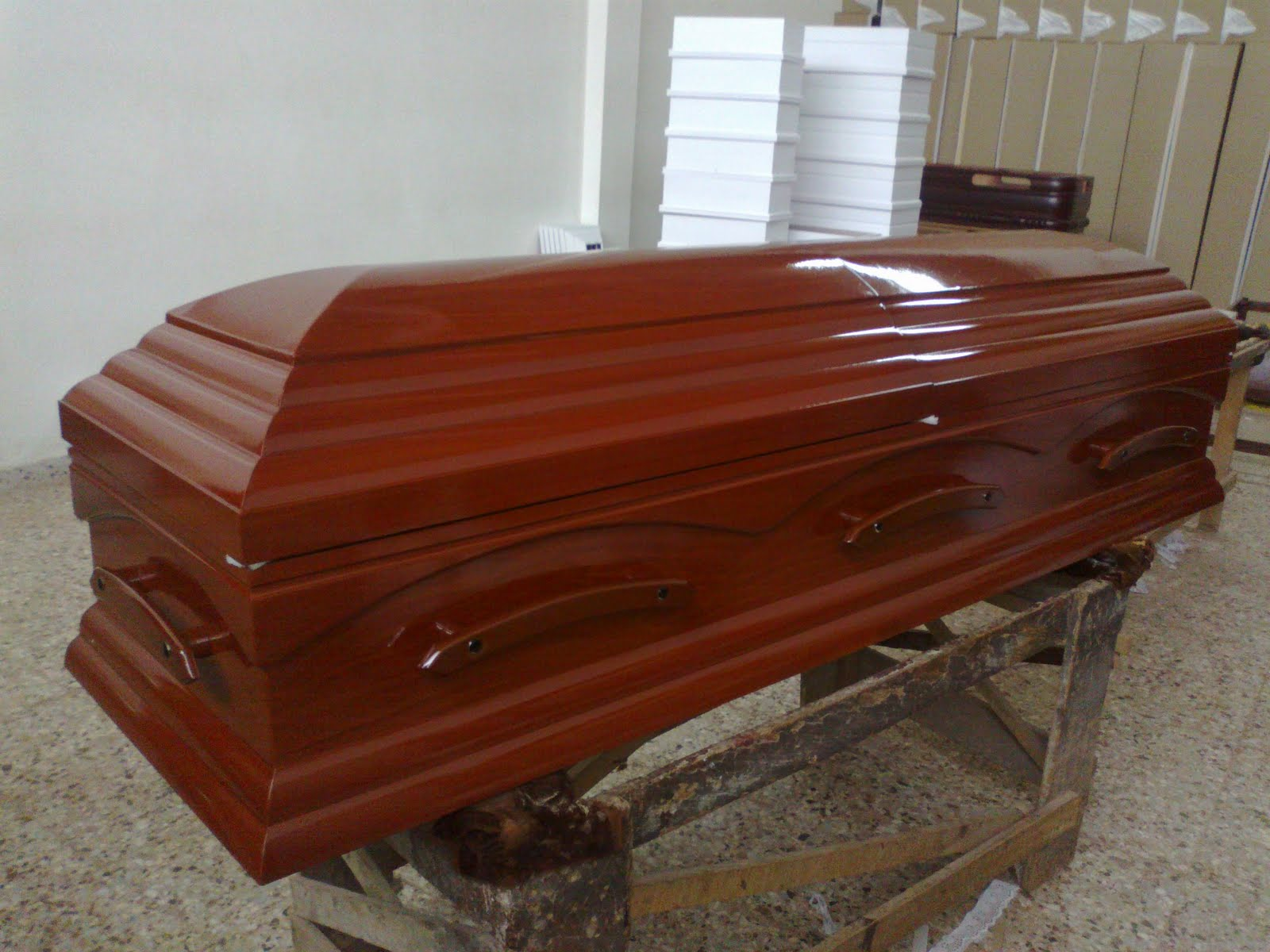
Tipo di bara

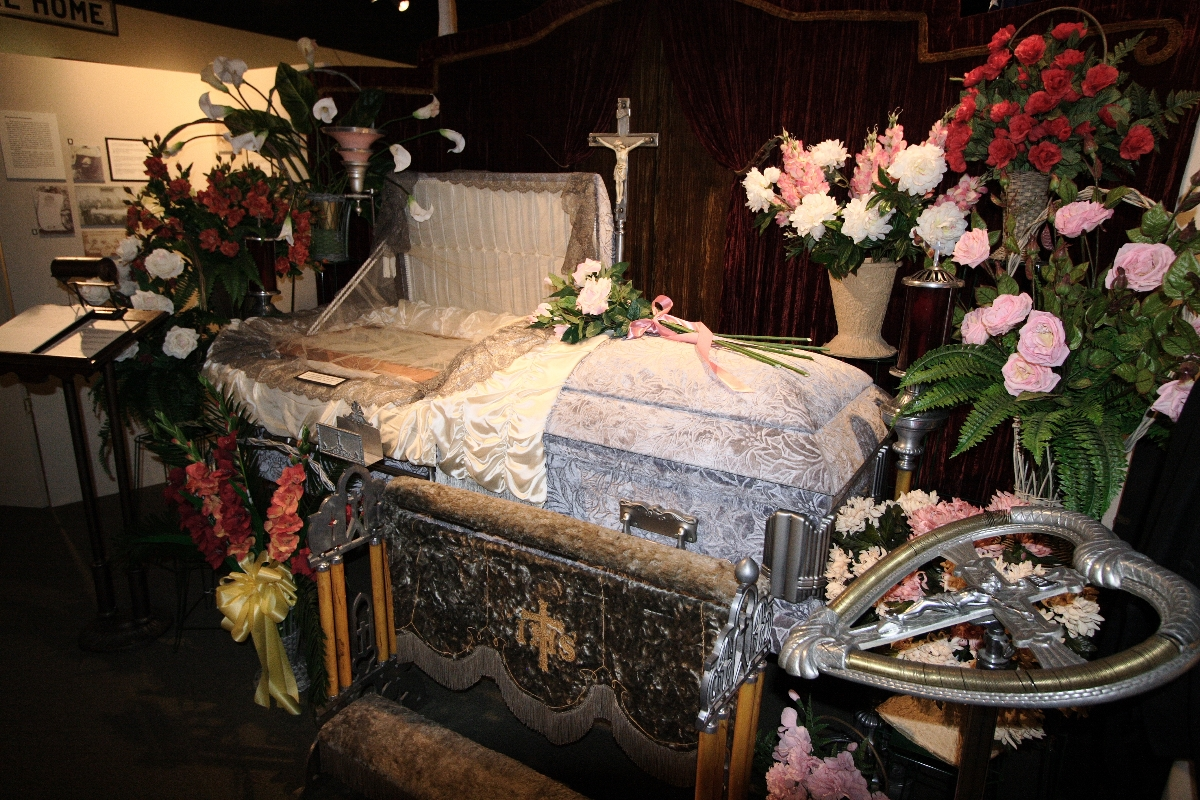
Un'elegante cassa da morto aperta

La bara, anche detta cassa da morto o cofano funebre, è un contenitore in legno atto alla conservazione, al trasporto e alla cremazione o inumazione di una salma. La cassa con la salma al suo interno, una volta chiusa e coperta, prende in genere il nome di feretro.

## Utilizzo

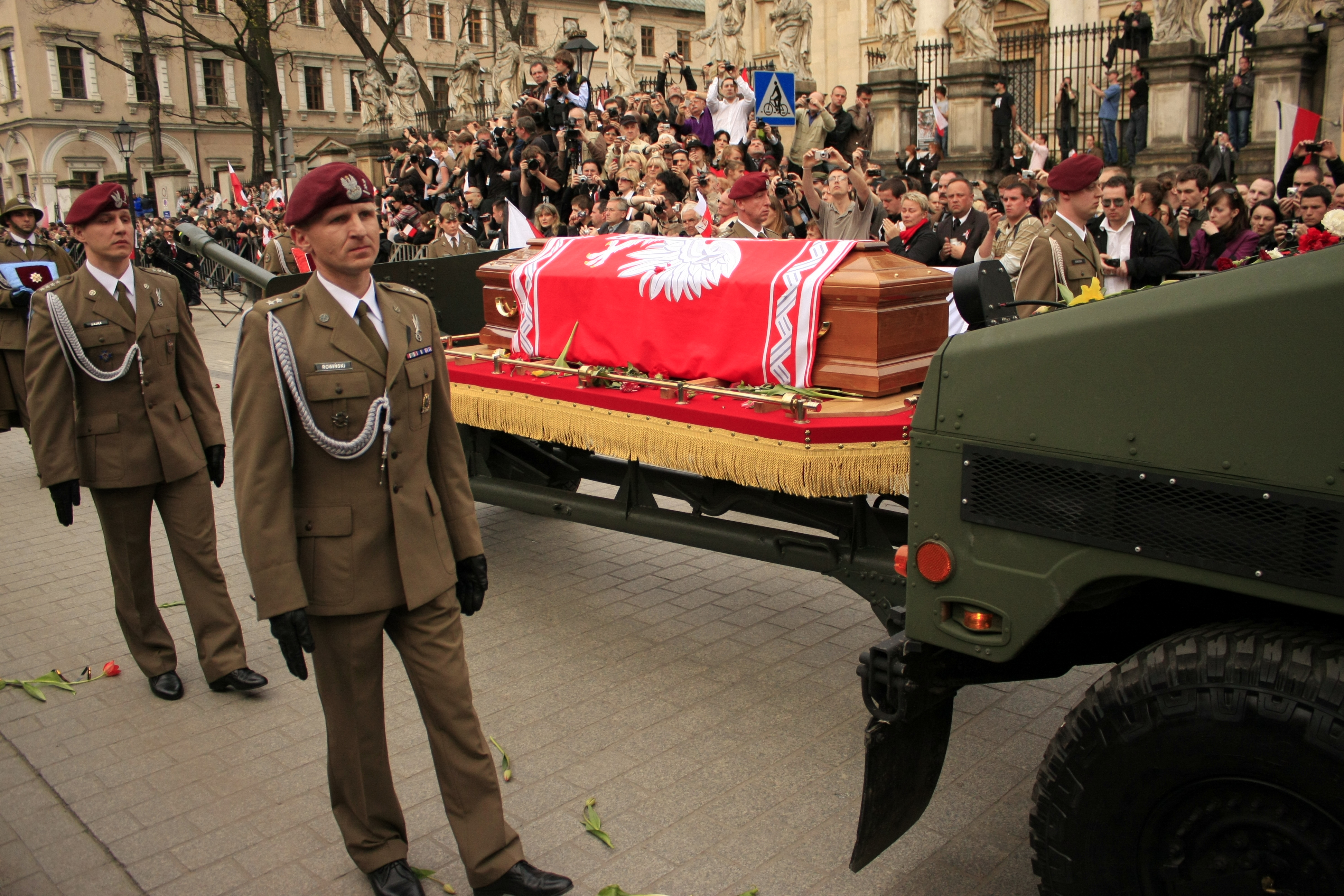
La bara del presidente Lech Kaczyński ricoperta dalla bandiera polacca.

La disposizione del defunto nella cassa da morto è uno dei metodi di estremo saluto al caro estinto. Spesso il corpo viene adagiato nella bara aperta e messo in mostra nella cosiddetta camera ardente, dalla quale viene poi trasportato nel cimitero dopo un'eventuale sosta in un edificio di culto per la parte religiosa del funerale. La bara con il cadavere viene in genere portata a spalla da un gruppo di necrofori che la trasferiscono dal carro funebre al catafalco nella parte religiosa del rito e poi dal carro funebre alla tomba. In alcune cerimonie solenni come i funerali di stato o quelli dei veterani di guerra la bara può venire avvolta dalla bandiera del paese del defunto o accompagnata da altri oggetti a valenza simbolica.

## Tipologie

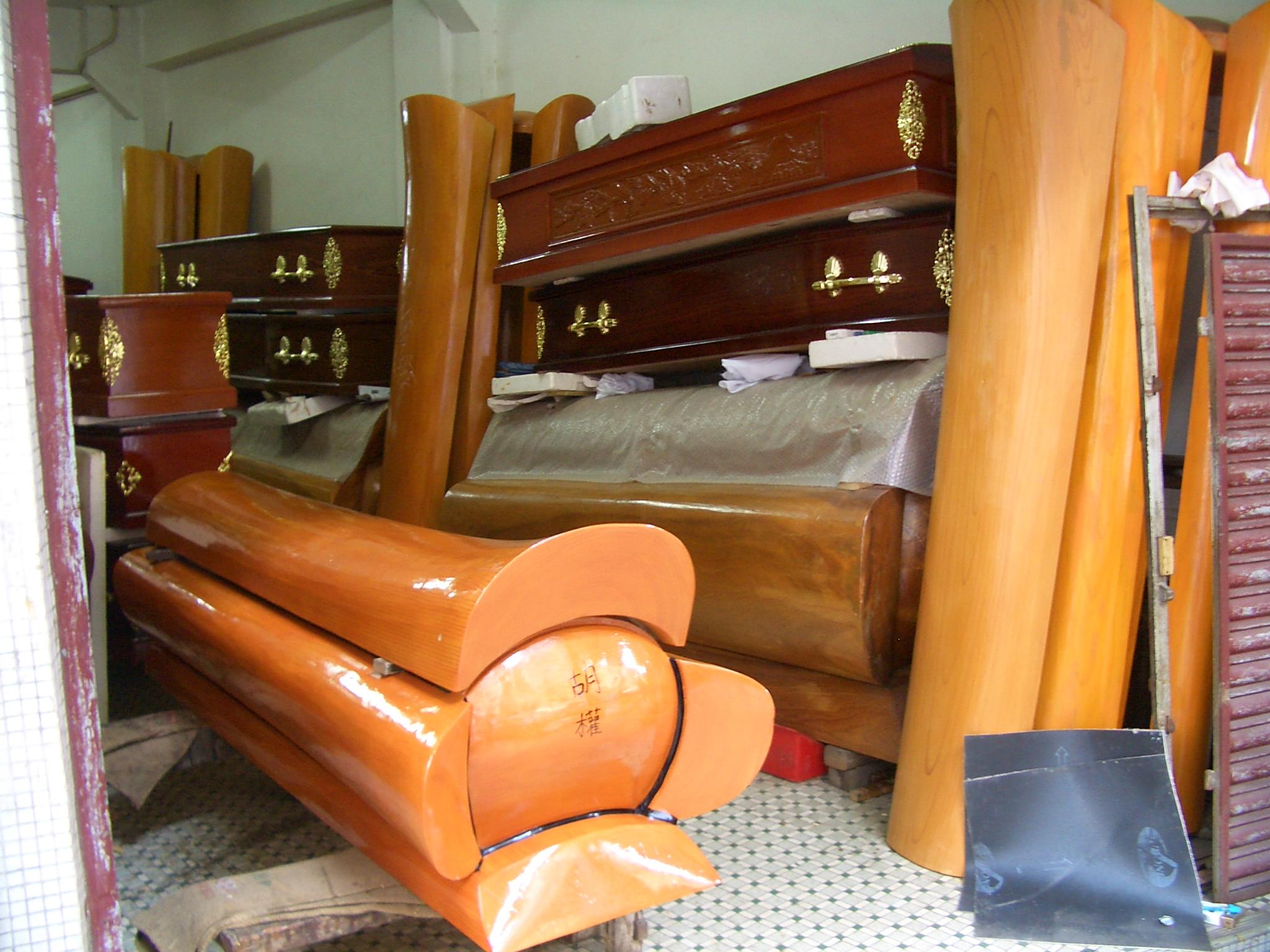
Negozio di bare a Macao

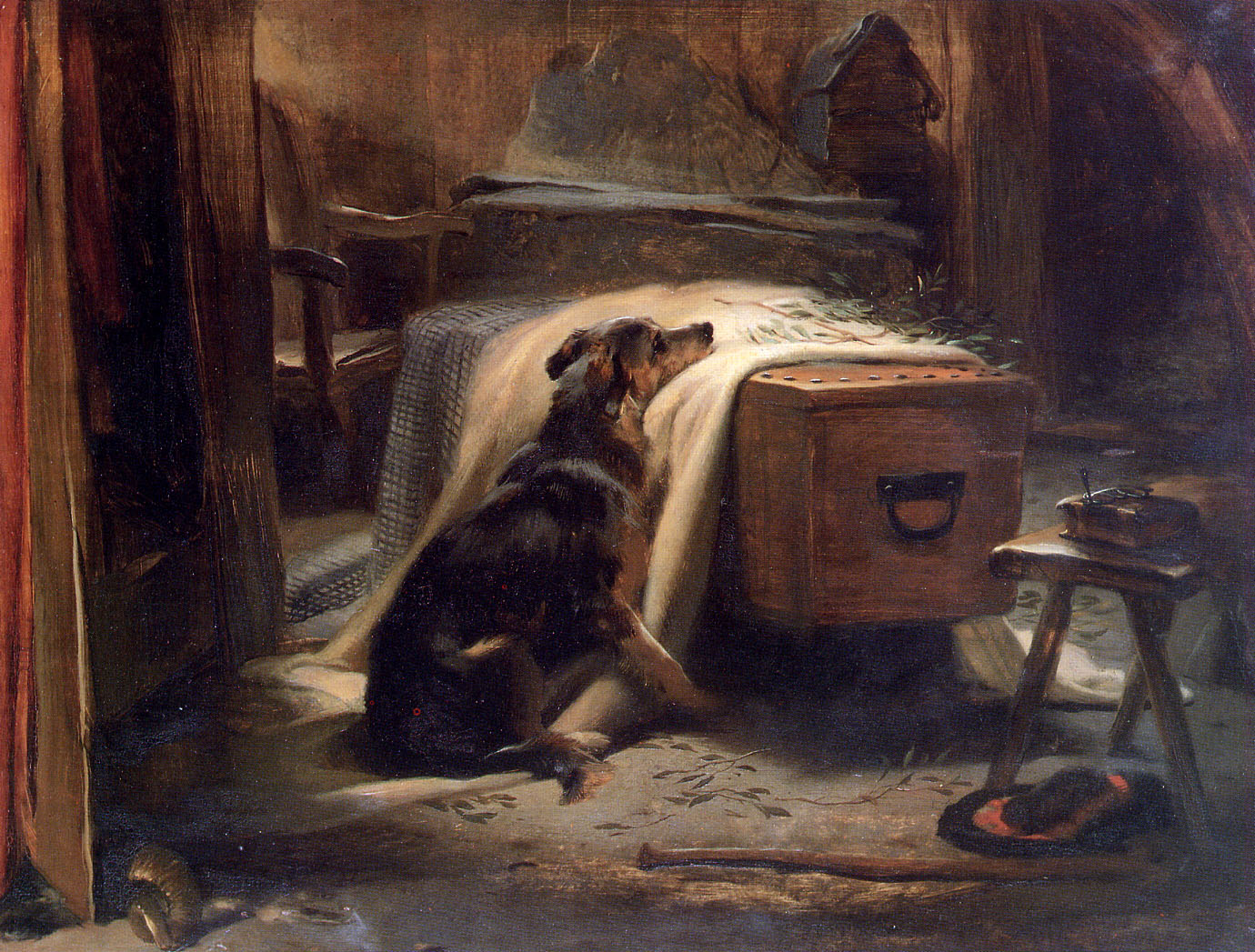
The Old Shepherd's Chief Mourner (Edwin Landseer, 1837)

La cassa, o cofano, può essere realizzato in legni differenti, ma sempre e solo di legno massiccio come previsto dal DPR 285/1990. La loro fabbricazione è regolamentata sempre dallo stesso DPR e ancor meglio se sono prodotte rispondenti alla norma UNI 11520:2014 attualmente ancora volontaria anche se già citata in diversi disegni di legge in itinere in parlamento. Questi legni possono essere dolci come abete, pioppo, larice (Legno di conifera) oppure duri come mogano, olmo, rovere o noce (legni di latifoglia). Le casse possono essere verniciate (quelle più pregiate) sia con vernici sintetiche che con vernici a base acqua o a base cera (tipo ecologico) oppure possono essere realizzate anche di solo legno grezzo (solitamente quelle più economiche). Spesso questa scelta dipende se, prima della morte, il defunto ha lasciato disposizioni sulla propria sepoltura o se i dolenti hanno scelto per lui.
- Le casse in legno resistente, come ad esempio il mogano o il rovere, vengono solitamente usate nelle tumulazioni e devono avere uno spessore minimo di 3 cm. e, per essere idonee vengono dotate al loro interno di una controcassa di zinco dallo spessore minimo di 0,666 mm (UNI 12) dotata di un dispositivo di sfiato detto comunemente valvola che regola automaticamente l'uscita dei gas corporei che si formano durante la decomposizione prefiltrandoli e depurandoli prima della loro uscita. Le casse devono essere dotate di idonei dispositivi per la loro movimentazione (le maniglie sono quelli più diffusi e più performanti) atti a tutelare la salute degli operatori addetti al loro trasporto e manipolazione al fine di evitare eventuali infortuni degli stessi.[5]
- Legni a media densità come il larice o l'abete sono invece usati di preferenza nelle inumazioni e nelle cremazioni. La densità del legno deve essere media in quanto, una volta sottoterra, la bara deve consumarsi facilmente permettendo la naturale decomposizione della salma. Questa cassa non è dotata al suo interno della controcassa di zinco, ma di un sacco detto Barriera composto di materiale biologico (materBi). Nel caso il defunto sia stato trasportato al cimitero in una cassa zincata ermetica questa, prima dell'inumazione, deve essere opportunamente tagliata in modo da consentire il naturale sfogo del gas e quindi la normale decomposizione.[6]
- Le casse di legno grezzo possono essere usate per la cremazione, anche se oramai gli impianti di cremazione di ultima generazione sono stati dimensionati e strutturati per incenerire qualsiasi tipologia di feretro.[7]

I cofani, indipendentemente che siano destinati alla tumulazione/inumazione/cremazione, hanno una misura standard. In caso il defunto sia obeso, l'impresa funebre si occuperà di cercare oppure consigliare di far costruire una cassa fuori misura (extrasize), in quanto non si può sezionare il cadavere o reciderne parti per farlo stare nella cassa standard: tale comportamento è passibile di denuncia per vilipendio di cadavere. Le casse destinate ai bambini sono in vari paesi di colore bianco. Anche le piccole bare destinate ai feti morti prima del parto sono in genere bianche; è comune sentire i termini "bara" e "cassa da morto" come sinonimi nel linguaggio comune, invece i due termini intendono due oggetti con caratteristiche molto diverse: la bara è caratterizzata da 6 lati, più stretti sul fondo, mentre la cassa è rettangolare.

### Bare e cremazione

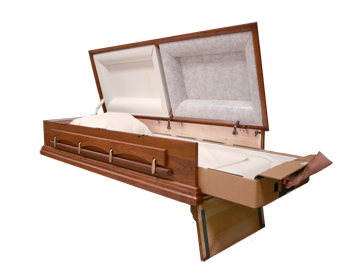
Una bara a noleggio con evidenziata la parte estraibile

Come accennato sopra, le bare da cremazione devono essere di legno a bassa densità e preferibilmente non verniciate con vernici sintetiche. Non per questo, però, non possono essere intagliate o decorate.
Al feretro, una volta preso in custodia dagli addetti del crematorio, vengono tolte le maniglie, il crocefisso posto sopra il coperchio (se presenti) e la targhetta che identifica la salma. Questi oggetti devono essere poi smaltiti come rifiuti speciali o se la famiglia ne fa richiesta restituiti alla stessa (in quanto proprietaria effettiva degli oggetti acquistati con il cofano) previo aver firmato documento di consegna precomplilato a cura del forno crematorio.
Con la diffusione relativamente recente della cremazione anche nel mondo occidentale le aziende costruttrici di bare hanno dovuto sviluppare prodotti adatti a tale tipo di rito funebre. I cofani di cellulosa (cartone) possono essere usati solo per la cremazione di esiti cadaverici inconsunti o meglio utilizzati per i corpi dei cadaveri riesumati e non consumati che si estraggono dai loculi una volta scaduta la concessione (mediamente dei 20 ai 30 anni). In alcuni casi vengono preferite bare in legno o in fibra a bassa densità, che verranno poi bruciati insieme alla salma indecomposta. In alcuni paesi (non in Italia) è possibile anche solo affittare una bara per la sola durata del servizio funebre. Questo tipo di bara è costituito da una parte esterna in legno che viene riutilizzata previa sanificazione e da un letto interno in cellulosa che viene invece cremato assieme al defunto. Naturalmente il defunto deve subire un pretrattamento di imbalsamazione a base di prodotti contenenti formaldeide al fine di evitare che durante la decomposizione i liquidi cadaverici percolino al di fuori del letto in cellulosa e ne compromettano la sua funzionalità. Questo trattamento, chiamato anche tanatoprassi, ha un costo notevole e in Italia è comunque vietato per legge. L'affitto di un feretro negli Stati Uniti può costare anche parecchie centinaia di dollari al giorno. Sarebbe opportuno per finire che anche l'allestimento interno del cofano (imbottitura) sia realizzato in materiale naturale e non a base di poliestere, al fine di ridurre le emissioni in atmosfera durante la cremazione..